# Phaenocarpa kinleyensis
Phaenocarpa kinleyensis är en stekelart som beskrevs av Fischer 1974. Phaenocarpa kinleyensis ingår i släktet Phaenocarpa och familjen bracksteklar. Inga underarter finns listade i Catalogue of Life.